# Първи морски лорд
Първи морски лорд (понастоящем – на английски: First Sea Lord, преди – на английски: First Naval Lord) е професионалният главнокомандващ на Кралския военноморски флот на Великобритания и всички Военноморски сили на Великобритания. Също така заема поста Началник на военноморския щаб (на английски: Chief of Naval Staff), и във Великобритания обикновено се обозначава с абревиатурата 1SL/CNS.

## История
От 1797 до 1827 г. глава на Кралския ВМФ на Великобритания се заема от Адмирала на Флота (на английски: Admiral of the Fleet), по-късно името на длъжността става звание. Тази длъжност са заемали:
- Ричард Хоу, 1-ви ърл Хоу (1795 – 1799)
- Сър Питър Паркър (1799 – 1811)
- Принц Уилям, херцог Кларънс (1811 – 1827)

Титлата „Първи морски лорд“ за първи път през 1828 г. получава старшият от Морските Лордове. През 1904 г. титлата е променена от First Naval Lord на First Sea Lord. Започвайки от 1923 г. Първият морски лорд е и член на Комитета на началник-щабовете, и от 1923 до 1959 г. на ротационни начала (заедно с началника на Имперския Генерален щаб и Началник-щаба на ВВС) е глава на Комитета и ръководи Въоръжените сили на Великобритания. Титлата се съхранява и след това, като през 1964 г. Комитета на Адмиралтейството е разпуснат, а неговите функции са предадени на Министерството на отбраната.
При сегашната структура Първият морски лорд заседава както в Съвета по отбрана, така и в новия Адмиралтейски комитет.

## Първи морски лорд (First Naval Lord) за периода 1828 – 1904
- Сър Джордж Кокбърн, 10-и баронет (1828 – 1830)
- Вицеадмирал Сър Томас Харди, 1-ви баронет (1830 – 1834)
- Сър Джордж Дандъс (1834)
- Сър Чарлз Адам (1834)
- Сър Джордж Кокбърн (1834 – 1835)
- Сър Чарлз Адам (1835 – 1841)
- Сър Джордж Кокбърн (1841 – 1846)
- Сър Уилям Паркър, 1-ви баронет Шенстон (1846)
- Сър Чарлз Адам (1846 – 1847)
- Сър Джеймс Уитли Динс Дандъс (1847 – 1852)
- Морис Беркли, 1-ви барон Фицхардинг (1852)
- Хайд Паркър (1852 – 1854)
- Морис Беркли, 1-ви барон Фицхардинг (1854 – 1857)
- Сър Ричард Саундърс Дандъс (1857 – 1858)
- Сър Уилям Феншоу Мартин, 4-й баронет (1858 – 1859)
- Сър Ричард Саундърс Дандъс (1859 – 1861)
- Сър Фридрих Уилям Грей (1861 – 1866)
- Сър Александър Милн, 1-ви баронет (1866 – 1868)
- Сър Сидни Колпойс Дакръс (1868 – 1872)
- Сър Александър Милн, 1-ви баронет (1872 – 1876)
- Сър Хастингс Реджиналд Елвертън (1876 – 1877)
- Сър Джордж Гревил Уелсли (1877 – 1879)
- Сър Естли Купър Кей (1879 – 1885)
- Сър Артър Уилям Оклънд Худ (1885 – 1886)
- Лорд Джон Хей (1886)
- Сър Артър Уилям Оклънд Худ (1886 – 1889)
- Сър Ричард Вези Хамилтън (1889 – 1891)
- Сър Антони Хайли Хоскинс (1891 – 1893)
- Сър Фридрих Уилям Ричардс (1893 – 1899)
- Лорд Уолтър Талбът Кер (1899 – 1904)

## Първи морски лорд (First Sea Lord) за периода 1904 – 1964
- Сър Джон Арбетнот Фишър (1904 – 1910)
- Сър Артър Найвет Уилсън (1910 – 1911)
- Сър Фрэнсис Чарлз Бриджмен (1911 – 1912)
- Принц Лудвиг Александър фон Батенберг (1912 – 1914)
- Лорд Джон Арбетнот Фишър (1914 – 1915)
- Сър Хенри Бредвардин Джексън (1915 – 1916)
- Сър Джон Рашуорт Джелико (1916 – 1917)
- Сър Рослин Ерскайн Уемис (1917 – 1919)
- Граф Дейвид Бити (1919 – 1927)
- Сър Чарлз Едуард Меден (1927 – 1930)
- Сър Фридрих Лоурънс Филд (1930 – 1933)
- Лорд Алфред Ърни Монтегю Четфилд (1933 – 1938)
- Сър Роджър Роланд Чарлз Бекхаус (1938 – 1939)
- Сър Алфред Дъдли Пикмен Роджърс Паунд (1939 – 1943)
- Виконт Кънингам (1943 – 1946)
- Сър Джон Хенри Дакрс Кънингам (1946 – 1948)
- Лорд Брус Фрейзер Нордкапски (1948 – 1951)
- Сър Родерик Робърт МакГригор (1951 – 1955)
- Граф Луис Маунтбатън (1955 – 1959)
- Сър Чарлз Лембе (1959 – 1960)
- Сър Каспар Джон (1960 – 1963)
- Сър Джон Дейвид Лус (1963 – 1964)

## Първите морски лордове след 1964 г.
- Сър Джон Дейвид Лус (1964 – 1966)
- Сър Уерил Карджил Бег (1966 – 1968)
- Сър Майкъл Ле Фану (1968 – 1970)
- Сър Питър Джон Хил-Нортън (1970 – 1971)
- Сър Майкъл Патрик Полък (1971 – 1974)
- Сър Едуард Беквит Ешмър (1974 – 1977)
- Сър Терънс Торнтън Левин (1977 – 1979)
- Сър Хенри Конърс Лич (1979 – 1982)
- Сър Джон Дейвид Елиът Филдхаус (1982 – 1985)
- Сър Уилям Доувтоун Минът Стивъли (1985 – 1989)
- Сър Джон Джулиан Робертсън Осуалд (1989 – 1993)
- Сър Дейвид Бенджамин Батхърст (1993 – 1995)
- Сър Джон Кънингам Киркууд Слайтър (1995 – 1998)
- Сър Майкъл Сесил Бойсе (1998 – 2001)
- Сър Найджъл Ричард Есенхай (2001 – 2002)
- Сър Алън Уест (2002 – 2006)
- Сър Джонатън Бенд (2006 – 2009)
- Сър Марк Стенхоуп (2009 – 2013)
- Сър Джордж Замбелас (от 2013 г.)